# Joe Lando
Joseph Joe Lando ( 9. december 1961) er en amerikansk skuespiller, kendt i rollen som Sully i tv-serien "Lille doktor på prærien". 
Joe Lando gik på Stevenson high school i Lincolnshire, Illinois. 
Hans først rolle var som politibetjent i "Star Trek IV - Rejsen tilbage til Jorden" fra 1986. Han spillede med i den populære drama serie "Lille doktor på prærien" som Michaela Quinns kærligheds interesse Byron Sully fra 1993 til 1998.